# رالی آلمان
رالی آلمان یک رویداد رالی است که در آلمان برگزار می‌شود. این رویداد برای اولین بار در سال ۱۹۸۲ برگزار شد، این رالی در ابتدا به میزبانی سه شهرفرانکفورت، ماینتس و کوبلنتس برگزار شد. در سال ۲۰۰۰، تجمع به منطقه اطراف تری‌یر منتقل شد. این رویداد که قبلاً بخشی از مسابقات قهرمانی اروپا و آلمان بود، از فصل ۲۰۰۲ تا فصل ۲۰۲۰ در تقویم مسابقات رالی قهرمانی جهان حضور داشت. رویداد فصل ۲۰۲۰ به دلیل دنیاگیری کووید-۱۹ در آلمان لغو شد.